# Störar
Störar (Acipenseridae) är en familj med störartade fiskar som tillsammans med familjen skedstörar (Polyodontidae) utgör ordningen Acipenseriformes.

## Utbredning och systematik
Störfiskarna är en av de äldsta familjerna av benfiskar och förekommer i subtropiska och subarktiska floder, sjöar och kustområden i Eurasien och Nordamerika. 
Familjen störfiskar delas upp i de två underfamiljerna Acipenserinae och Scaphirhynchinae som tillsammans omfattar fyra släkten och 27 arter. Kladogram enligt Catalogue of Life och Dyntaxa:
| störar | \| \| Acipenser \| \| \| \| \| \| Huso \| \| \| \| \| \| Pseudoscaphirhynchus \| \| \| \| \| \| Scaphirhynchus \| \| \| \| |
|        | \| \| Acipenser \| \| \| \| \| \| Huso \| \| \| \| \| \| Pseudoscaphirhynchus \| \| \| \| \| \| Scaphirhynchus \| \| \| \| |
|        | skedstörar |
|        | |
|        | Acipenser |
|        | |
|        | Huso |
|        | |
|        | Pseudoscaphirhynchus |
|        | |
|        | Scaphirhynchus |
|        | |

|  | Acipenser            |
|  |                      |
|  | Huso                 |
|  |                      |
|  | Pseudoscaphirhynchus |
|  |                      |
|  | Scaphirhynchus       |
|  |                      |

För fullständig artlista, se nedan.

## Utseende
Karaktäristiskt för familjen är arternas långsmala kroppar, avsaknad av fjäll och ibland mycket stora storlek. Istället för fjäll finns benplattor på kroppen. Plattornas storlek och färgsättning används för att skilja arterna från varandra. De minsta arterna når en längd av ungefär en meter och de största kan vara 7 meter långa.
Stjärtfenas två delar är inte symmetriska och ryggfenan ligger långt bak på kroppen. Arterna har en spetsig nos med fyra skäggtömmar på undersidan.

## Ekologi
Flertalet störfiskar är anadroma bottenlevande arter, som leker uppströms och födosöker i deltan och flodmynning. Vissa arter är helt sötvattenslevande men ett litet fåtal vandrar ut på öppet hav. Äggläggningen sker vanligen i vattendrag där grunden består av klippor eller grus. I centraleuropa lägger honor mellan april och september ägg. Födan varierar mellan fiskar, fiskrom, musslor, kräftdjur, maskar, insektslarver och andra ryggradslösa djur.
Olika arter kan para sig med varandra och hybriderna kan fortplanta sig. Enskilda exemplar kan bli 200 år gamla.

## Störar och människan
Ur flera arter utvinns rom, som man gör kaviar av - en lyxvara som gör att vissa störarter utgör de mest värdefulla fiskarna per kilo. Eftersom de har en långsam reproduktion och når könsmogen ålder sent är de extra sårbara för exploatering och andra hot som miljögifter och fragmentarisering av sitt habitat. De flesta störfiskarna kategoriseras som akut hotade (CR) vilket gör att gruppen är en av världens mest hotade djurgrupper.
Introducerade störar som rymmer från uppfödningsstationer kan orsaka problem när de jagar inhemska fiskar.

## Taxonomi
Familj störfiskar (Acipenseridae)
- Underfamilj Acipenserinae
  - Släkte Acipenser
    - Sibirisk stör (Acipenser baerii)
    - Kortnosad stör (Acipenser brevirostrum)
    - Acipenser dabryanus
    - Amerikansk stör (Acipenser fulvescens)
    - Rysk stör (Acipenser gueldenstaedtii) - kallas ibland osetr
    - Acipenser medirostris
    - Acipenser mikadoi
    - Acipenser multiscutatus
    - Adriatisk stör (Acipenser naccarii)
    - Viza (Acipenser nudiventris) – kallas även glattdick och schip.
    - Atlantisk stör (Acipenser oxyrinchus) - kallas även vanlig stör eller bara stör
    - Acipenser persicus
    - Sterlett (Acipenser ruthenus)
    - Acipenser schrenckii
    - Acipenser sinensis
    - Stjärnstör (Acipenser stellatus)
    - Europeisk stör (Acipenser sturio) - kallas även vanlig stör eller bara stör
    - Vit stör (Acipenser transmontanus)

  - Släkte Huso
    - Huso dauricus
    - Hus (fisk) Huso huso
- Underfamilj Scaphirhynchinae
  - Släkte Scaphirhynchus
    - Pallidstör (Scaphirhynchus albus)
    - Mississippiskovelstör (Scaphirhynchus platorynchus)
    - Scaphirhynchus suttkusi

  - Släkte Pseudoscaphirhynchus
    - Pseudoscaphirhynchus fedtschenkoi
    - Pseudoscaphirhynchus hermanni
    - Pseudoscaphirhynchus kaufmanni